# كليب (مسورة)

تعديل مصدري - تعديل

كليب هي إحدى قرى عزلة شعيان بمديرية مسورة التابعة لمحافظة البيضاء، بلغ تعداد سكانها 21 نسمة حسب تعداد اليمن لعام 2004.